# 特里戈 (加利福尼亞州馬德拉縣)
特里戈（英語：Trigo）是位於美國加利福尼亞州馬德拉縣的一個非建制地區。該地的面積和人口皆未知。

## 地理
特里戈的座標為36°54′47″N 119°57′38″W / 36.91306°N 119.96056°W，而該地的平均海拔高度為88米（即289英尺）。